# Саят Карабаєв
Саят Карабаєв (3 лютого 1993, Астана) — казахстанський футбольний арбітр. Він судить матчі в Прем'єр-ліги Казахстану. Арбітр ФІФА та УЄФА з 2022 року.

## Суддівська кар'єра
14 липня 2022 року Карабаєв відсудив свій перший матч у євро кубках між «Діла Горі» та «Куопіон Паллосеура» в першому кваліфікаційному раунді Ліги конференцій Європи УЄФА. Він завершився з рахунком 0:0, а казахстанський арбітр показав п'ять жовтих карток.
Свій перший міжнародний матч відсудив 8 вересня 2023 року, коли Боснія і Герцеговина виграла з рахунком 2:1 у Ліхтенштейну. У цій грі Карабаєв показав п'ять жовтих карток.